# Grzybów (stacja kolejowa)
Grzybów – stacja kolejowa w Rzędowie, w powiecie buskim, w województwie świętokrzyskim, w Polsce. Od 2013 roku nieczynna w ruchu pasażerskim. Nazwa stacji pochodzi od większej miejscowości Grzybów znajdującej się w pobliżu.